# Sverris saga
La Saga di Sverrir o Saga di Sverre (norreno Sverris saga) è una saga dei re che parla di re Sverre Sigurdsson (norreno Sverrir Sigurðarson) ed è la fonte principale che narra di questo periodo della storia della Norvegia. Come ci dice la prefazione, la saga nella sua forma finale è un'opera nata dalla fusione di vari libri precedenti. Essa fu cominciata nel 1185 sotto la diretta supervisione del re stesso; non è noto quando venne terminata, ma era probabilmente alquanto famosa quando Snorri Sturluson cominciò a scrivere la sua Heimskringla intorno al 1220, poiché Snorri termina la sua opera dove la Sverris saga inizia. La saga è contemporanea o quasi agli eventi che descrive; è stata scritta da qualcuno che simpatizzava con la causa di Sverre, ma le rigide esigenze del genere della saga assicurano un alto grado di imparzialità.

## Autore e struttura dell'opera
La prima parte della saga è chiamata Grýla e descrive gli eventi fino ai risultati della prima grande vittoria di Sverre nella Battaglia di Kalvskinnet nel 1179; centrale è in questa parte l'affermazione di Sverre di essere figlio di re Sigurd Munn e la sua lotta con il rivale Magnus Erlingsson. Secondo la prefazione il Grýla fu scritto da Karl Jónsson nel monastero di Þingeyrar in Islanda; è noto che Karl Jónsson visitò la Norvegia tra il 1185 e il 1188. Si suppone che Sverre fu la fonte principale del Grýla e che decise lui cosa avrebbe dovuto essere scritto. Il Grýla è scritto in uno stile unico che sembra ispirato in una certa misura alla lunga tradizione medievale dell'agiografia.